# Michael Muus
Michael Muus (* 18. Juni 1954 in Dortmund) ist ein ehemaliger deutscher Eishockeyspieler, der unter anderem für die Düsseldorfer EG, den Kölner EC, EC Deilinghofen bzw. ECD Iserlohn und Duisburger SC in der Bundesliga aktiv war. Mit Köln und Düsseldorf wurde der Stürmer jeweils einmal Deutscher Meister.

## Karriere
Nach Anfängen beim ERC Westfalen Dortmund, wo er ab der Saison 1969/70 im Oberliga-Team zum Einsatz gekommen war, spielte Michael Muus ab der Saison 1972/73 in der Bundesliga. Zunächst stand er dreieinhalb Jahre bei der Düsseldorfer EG (DEG) unter Vertrag, mit der er in der Saison 1974/75 zum ersten Mal Deutscher Meister wurde. Diesen Erfolg konnte er bei seiner nächsten Station, dem Kölner EC (KEC), in der Spielzeit 1976/77 wiederholen. Anschließend wechselte er zum Aufsteiger EC Deilinghofen (ECD), wo der Stürmer seine Torausbeute deutlich steigern konnte. Dem im Jahr 1979 in ECD Iserlohn umbenannten Verein blieb er erhalten, bis die Mannschaft im Jahr 1980 den Klassenerhalt verpasste.
Nach einer Saison beim Duisburger SC, die ebenfalls mit dem Abstieg endete, und einer kurzzeitigen Rückkehr zur DEG spielte Muus ab 1982 wieder für den in die Bundesliga zurückgekehrten ECD. Die deutlich verstärkte Mannschaft war sportlich erfolgreicher als in seiner ersten Zeit in Iserlohn, persönlich kam er dadurch aber auf weniger Spielanteile. Nach der ersten Playoff-Teilnahme in der Saison 1984/85 wurde sein Vertrag nicht mehr verlängert.
Nach 13 Jahre in der Bundesliga setzte Muus seine Karriere ab 1985 im unterklassigen Bereich fort, wo er verstärkt als Scorer in Erscheinung trat. Nach einem Jahr in Duisburg kehrte er zu seinem Heimatverein, dem ERC Westfalen Dortmund, zurück, dieses Mal nicht nur als Spieler, sondern auch als Co-Trainer. Innerhalb von zwei Jahren marschierte die Mannschaft von der Regionalliga über die Oberliga in die 2. Bundesliga durch. Vor Beginn der Relegationsspiele in der Saison 1989/90 wechselte er zum ESC Ahaus, mit dem sich Muus für die Oberliga qualifizierte. Nachdem der Verein seinen Spielbetrieb eingestellt hatte, wurde er ein weiteres Mal für den ERC Westfalen Dortmund aktiv, der in der NRW-Liga neu startete. Abermals gelangen ihm mit seinem Heimatverein zwei Aufstiege in Folge, bis er 1993 seine aktive Karriere beendete.

## Erfolge und Auszeichnungen
| - 1975 Deutscher Meister mit der Düsseldorfer EG - 1977 Deutscher Meister mit dem Kölner EC - 1987 Aufstieg in die Oberliga mit dem ERC Westfalen Dortmund - 1988 Aufstieg in die 2. Bundesliga mit dem ERC Westfalen Dortmund | - 1990 Aufstieg in die Oberliga mit dem ESC Ahaus - 1992 Aufstieg in die Regionalliga mit dem ERC Westfalen Dortmund - 1993 Aufstieg in die Oberliga mit dem ERC Westfalen Dortmund |

## Karrierestatistik
(Legende zur Spielerstatistik: Sp oder GP = absolvierte Spiele; T oder G = erzielte Tore; V oder A = erzielte Assists; Pkt oder Pts = erzielte Scorerpunkte; SM oder PIM = erhaltene Strafminuten; +/− = Plus/Minus-Bilanz; PP = erzielte Überzahltore; SH = erzielte Unterzahltore; GW = erzielte Siegtore; 1 Play-downs/Relegation; Kursiv: Statistik nicht vollständig)

## Familie
Michael Muus ist der Sohn des Eishockeyspielers Karl-Heinz Muus (1923–2008), der wie später auch sein Sohn unter anderem für den ERC Westfalen Dortmund und EC Deilinghofen aktiv war.